# Onze-Lieve-Vrouw Tenhemelopnemingskerk (Argenteau)

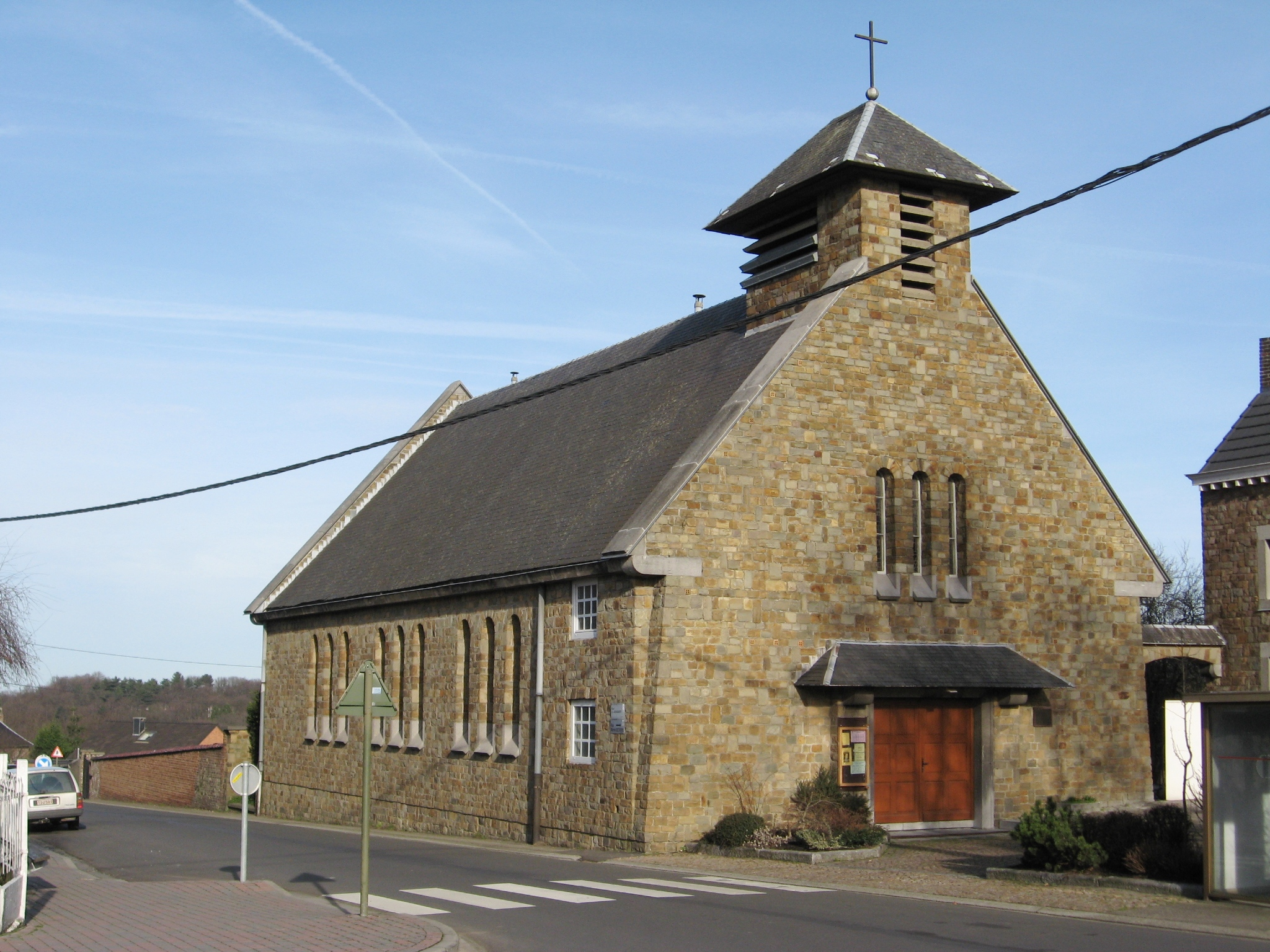
Onze-Lieve-Vrouw Tenhemelopnemingskerk

De Onze-Lieve-Vrouw Tenhemelopnemingskerk (Frans: Église Notre-Dame de l'Assomption) is een kerkgebouw te Argenteau, gelegen aan Rue Michel Beckers 3 in de aan Argenteau vastgebouwde gehucht Sarolay.
Ook vroeger had Argenteau een kerk, maar deze lag in het schootsveld van Fort Barchon en werd daarom in 1940 door het Belgische leger afgebroken.
In 1947 werd een nieuwe kerk gebouwd naar ontwerp van Chapeau. Het is een eenbeukige kerk. De topgevel loopt uit in een vierkant torentje. De kerk is gebouwd in blokken kalksteen en zandsteen.
In de kerk bevinden zich kruiswegstaties van 1950, gravures van de uit Cheratte afkomstige graveur en kunstschilder Jean Donnay.